# رشاد ظاهر
احمد رشاد ظاهر یک خواننده و موسیقی‌دان اهل افغانستان است که در سیاتل، واشینگتن متولد شده‌است. او فرزند خوانندهٔ فقید افغانستان، احمد ظاهر است. رشاد در سال ۱۹۸۷ و در سن ۱۷ سالگی اولین آلبوم خود را با نام «گلِ انتظار» منتشر کرد.

## زندگی‌نامه
رشاد در طی سفری که والدینش به ایالات متحده داشتند، در سیاتل متولد شد. پس از گذراندن یک سال در سیاتل، به همراه پدر و مادرش به افغانستان بازگشتند و کمی پس از آن، رشاد همراه با مادرش برای همیشه به ایالات متحده رفت. او علاقه‌ی خود را به موسیقی در سن ۱۱ سالگی و در زمانی که پدرش در اوج دوران خوانندگی بود، نشان داد. در حال حاضر او ۴ آلبوم منتشر کرده‌است.